# Ишимбай в годы Великой Отечественной войны

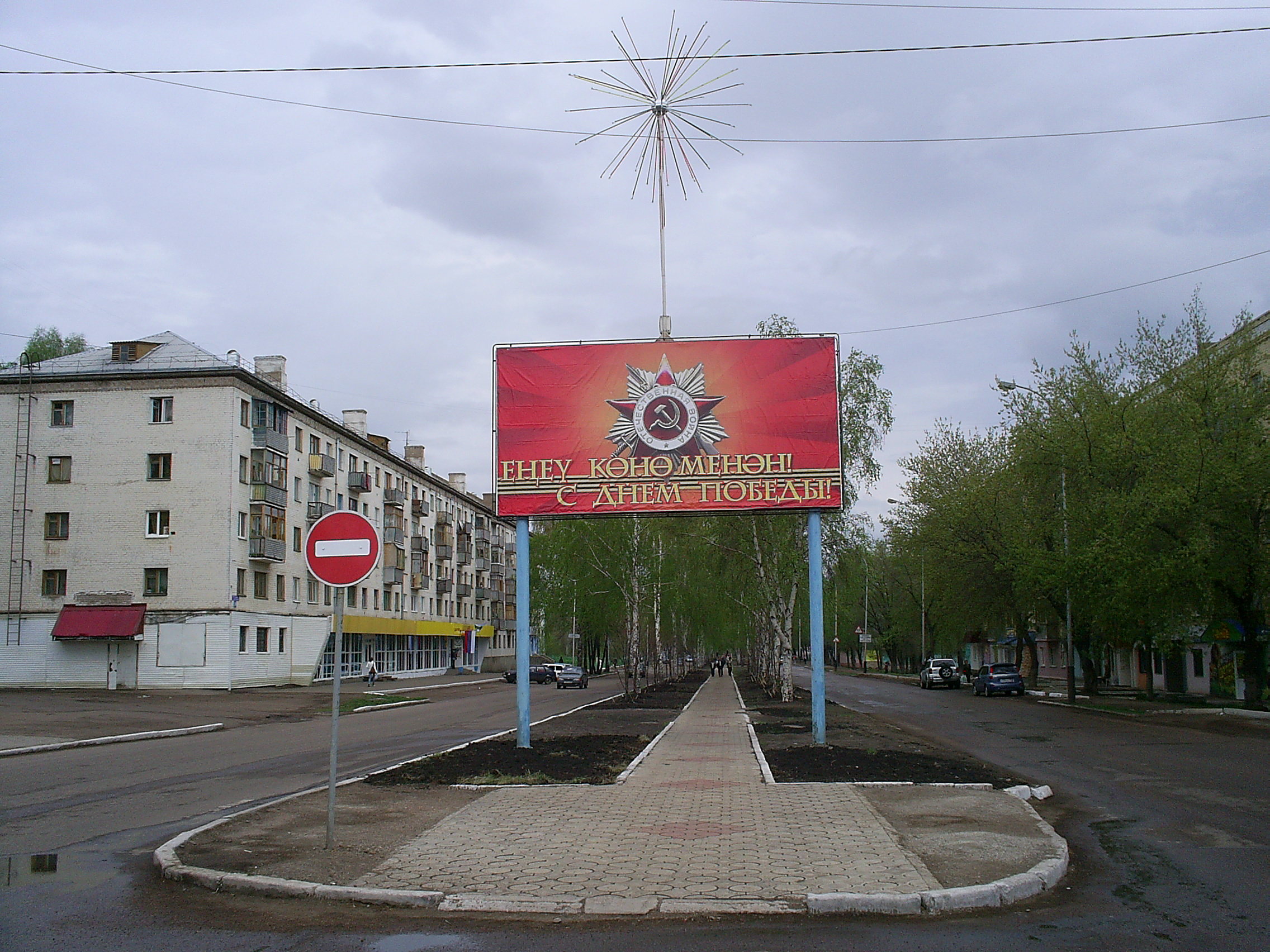
Двуязычный щит «С днём Победы» на улице Губкина, 9 мая 2009 г.

Ишимбай в го́ды Вели́кой Оте́чественной войны́ — хронологический период в истории города Ишимбая с 22 июня 1941 года по 9 мая 1945 года.
Небольшой город Ишимбай принял более двух тысяч беженцев с временно оккупированных территорий, еще более трёх тысяч человек приютили жители сёл и деревень. В двух школах города разместились военные госпитали. Здесь через руки врачей и сестёр милосердия прошли тысячи солдат и офицеров, более двух третей из которых вновь встали в строй.
Буровики за 5 военных лет пробурили 398 скважин, общая проходка составила 275 тыс. метров горных пород, что на 40 тыс. метров больше, чем за 5 довоенных лет. Напряженный труд буровиков и геологов был ознаменован открытием Карлинского, Куганакского и Салиховского нефтяных месторождений. Особое значение для фронта имело открытие Кинзебулатовского месторождения нефти (1943 год, в разгар боев на Курской дуге). «Открытие в конце 1943 года Кинзябулатовского месторождения нефти под Ишимбаем — настоящий подвиг во имя Победы и весомый вклад в увеличение добычи нефти республикой». Всего за 1941—1945 годы страна получила около 4,5 млн тонн ишимбайской нефти. Патриарх нефтяной промышленности Н. К. Байбаков в своих воспоминаниях отмечал: «В период войны каждый третий танк работал на горючем, выработанном из ишимбайской нефти».
Предприятия Ишимбая награждались переходящими Красными знаменами ГКО страны. Ишимбайцы принимали активное участие в сборе средств для нужд обороны, в том числе для авиаэскадрилий «Комсомолец Башкирии», «Башкирский истребитель» и других, а также танковых колонн. В 1943 году в город пришла телеграмма от И. В. Сталина: «Передайте трудящимся города Ишимбая, собравшим 1165000 руб. на строительство эскадрильи истребителей „Башкирский нефтяник“, мой братский привет и благодарность Красной Армии».
Ишимбай дал фронту более 10 тысяч солдат и офицеров, из которых около 3000 пали на полях сражений. 8600 посланцев Ишимбая награждены боевыми орденами и медалями страны, а шестеро удостоены звания Героя Советского Союза: Г. И. Бердин, Д. С. Нагуманов, Т. Г. Халиков, Н. А. Черных, А. Ф. Рябов, С. У. Сайранов. Полными кавалерами ордена Славы стали Г. Т. Кузнецов и Ш. Ф. Маннанов.

## Ишимбай в предвоенные годы
1 сентября 1939 года вследствие нападения вооружённых сил Германии на Польшу резко обострилась международная обстановка.
В этот же день в Советском Союзе была введена всеобщая воинская обязанность.

## 1941 год
Сотрудники «Ишимбайнефти» находились в командировке в Германии для закупки оборудования и были арестованы местными после начала войны. 

Вспоминает знатный буровой мастер треста «Ишимбайнефть» Семен Михайлович Андрианов: «Война застала меня в самом центре фашистской Германии. Незадолго до этого нас, группу нефтяников, послали туда для закупки оборудования. И вот утром 22 июня просыпаемся мы в гостинице немецкого города Дуйсбург. Из репродукторов слышны громкие марши, вопли о походе на Россию, о великих победах немецкого оружия. Объявили, что Москва уничтожена бомбардировкой… И тут же нас арестовывают. Объявляют, что мы, советские граждане, „интернированы“. Какое там „интернированы“ — в плену оказались! Несколько месяцев голодали и мерзли в тюремных камерах и зарешеченных вагонах. Радио и газеты каждый час твердили, что с советской страной покончено, что немецкие войска уже разбили Красную армию, а теперь только вылавливают отдельные группы разбитых большевиков. Но мы не верили фашистской брехне и держались стойко. В конце концов отправили нас за пределы Германии и через турецкую границу передали в Советский Союз. И вот я снова в Ишимбае. Город как-то возмужал, стал суровее. Появилось много буровиков из Баку и Грозного. Теперь каждая капля ишимбайской нефти стала для страны и фронта дороже золота. В те дни каждый из нас почувствовал, что не напрасно отдал лучшие годы жизни работе на буровых Ишимбая. Послала нас партия, сдружила большая работа. Мы успели создать вторую нефтяную базу на Востоке, недосягаемую для врага. А вскоре была открыта большая девонская нефть близ Туймазов. Ишимбайские буровики, нефтедобытчики потянулись в новый нефтяной район, чтобы как можно скорее дать фронту больше горючего…»— http://www.istoki-rb.ru/detail.php?article=1725

### Лето
22 июня 1941 года, в первый день Великой Отечественной войны, согласно Указу Президиума Верховного Совета СССР от 22 июня 1941 года, БАССР, в числе 24 регионов Советского Союза, была объявлен на военном положении.
23 августа Наркомат нефтепрома СССР принял решение об эвакуации завода им. Сталина из г. Баку в г. Ишимбай.

### Осень

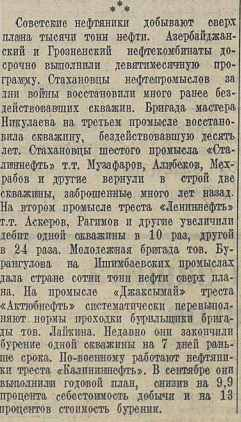
Вырезка из газеты «Красная Звезда», 1 октября 1941

1 сентября в стране введены продовольственные карточки на хлеб, мясо, жиры, сахар, крупы и маргарин более чем в 200 городах и рабочих поселках. По карточке 1-й категории в день выдавалось
0,8-1,2 кг. Хлеба, 2-й категории — от 400 до 500 гр., иждивенцам и детям старше 12 лет — 300—400 гр.
10 ноября в г. Ишимбай эвакуируется маслоабсорбционный газолиновый завод № 1 Грознефтекомбината.

## 1943 год
В апреле 1943 г. в Уфе, Стерлитамаке, Белорецке и Ишимбае по распоряжению Наркомторга БАССР было
организовано дополнительное питание ослабевших детей в возрасте от 3 до 13 лет [ЦГИА РБ. Ф. 976. Оп. 3. Д. 59. Л. 37, 50, 52].
20 июля Башкирский обком ВКП(б) принял постановление «О случаях заболеваний и смерти на почве истощения колхозников и их детей в Макаровском районе». 22 июля Башкирский обком ВКП(б) принял постановление «О перебоях в снабжении хлебом трудящихся республики».
19 сентября открыто Кинзебулатовское месторождение нефти. «Открытие в конце 1943 года Кинзябулатовского месторождения нефти под Ишимбаем — настоящий подвиг во имя Победы и весомый вклад в увеличение добычи нефти республикой.» В том же 1943 году возле Кинзебулатово и Байгузино открыты Байгузинское месторождение глауконитовых песков, Байгузинское месторождение бурых углей, Байгузинское месторождение кварцевых песков

## 1944 год
17 января на Кинзебулатовском месторождении нефти забил первый нефтяной фонтан.

## Спецпереселенцы
Численность населения города Ишимбая: 43900 (1 января 1944), 43100 (1 июля 1944), 41000 (1 января 1945), 40300 (1 июля 1945).
С 1943 года в Башкирии началась реэвакуация, но в 1943—1945 гг. численность населения Ишимбая и Стерлитамака заметно увеличилась. По состоянию на 25 ноября 1943 г. количество эвакуированного населения в Стерлитамаке составляло 5575 чел., в Белорецке — 3671, в Давлеканово — 1648 и в Ишимбае — 660 чел. К концу 1944 г. наблюдается резкое сокращение численности эвакуированного населения. Так, по состоянию на 25 декабря 1944 г. в Стерлитамаке было зафиксировано — 2300 чел., в Белорецке — 1223, в Ишимбае — 600, в Благовещенске — 1129, в Бирске — 548 и в Белебее — 641 чел. Постепенное уменьшение численности эвакуированных людей произошло и в 1945 г. По состоянию на 25 июня 1945 г. в Стерлитамаке насчитывалось 1753 чел., в Белорецке — 1189, в Ишимбае — 450, в Бирске осталось без изменений.

## Реэвакуация
С декабря 1941 г. по осень 1943 г. реэвакуация носила персональный характер, порядок её не был разработан, проходила она параллельно с продолжающейся эвакуацией. 2. С зимы 1943—1944 гг. по май 1945 г. реэвакуация носила организованный и массовый характер, но проводилась в условиях войны; порядок её был регламентирован правительственными распоряжениями. 3. С мая 1945 г. по лето 1946 г. массовая реэвакуация продолжалась в мирной обстановке, её организацией планомерно занимались переселенческие управления. 4. С лета 1946 г. по 1948 г. разрешено свободное передвижение по железным дорогам, в результате чего реэвакуация приняла преимущественно индивидуальный, самостоятельный характер. В конечном счете эваконаселение было снято с учета и как особая специфическая категория перестало существовать.

## Промышленность
10 ноября в г. Ишимбай эвакуируется Маслоабсорбционный газолиновый завод № 1 Грознефтекомбината. За осень 1941 года в Ишимбай прибыло около 300 работников Бакинского завода буровых насосов имени И. В. Сталина. Общими усилиями уже в марте 1942 года завод начал выдавать продукцию.
В Ишимбай эвакуирован Завод грязевых насосов им. Сталина (г. Гродно, Белорусская ССР).
Вводится в эксплуатацию газолиновой завод, турбогенератор на 12 тыс. кВт из Грозного, переводится из Майкопа строительно-монтажная контора. Строится завод ламповой сажи; завод по переработке нефтяного газа и получению из него бензина. Выпускается также фильмургин для заправки танковых аккумуляторов. Эвакуированные предприятия и специалисты, а также вновь построенные заводы значительно укрепили промышленность Ишимбая.
Во исполнение приказа Наркомнефти СССР за № 177 от 01.08.1941 г. механический завод им. Сталина, вместе со всем оборудованием и 745 работниками был эвакуирован из города Баку в Ишимбай. Здесь он получил новое название «Государственный союзный машиностроительный завод имени Сталина» (ныне ОАО «Ишимбайский машиностроительный завод»). Работать начал в марте 1942 года. Наряду с изготовлением и ремонтом бурового и нефтепромыслового оборудования (ловильный инструмент, долота и другое) для нефтяников, Машиностроительный завод изготовлял специальный заказ Наркомата, боеприпасы — вытачивал направляющие гильзы для «Катюш». За годы войны коллектив завода неоднократно выходил победителем социалистического соревнования в нефтяной отрасли и ему присуждались знамёна победителя. В 1942 году в город Ишимбай эвакуируется Маслоабсорбционный газолиновый завод № 1 Грознефтекомбината, на базе которого в левобережной части города построен газолиновый завод для производства высококачественных бензинов — «Государственный союзный завод № 411», будущий Ишимбайский нефтеперерабатывающий завод. Во время Великой Отечественной вошли в строй кирпичный завод, карбидный завод. Ишимбай оказал серьёзную помощь фронту. Каждый пятый танк и самолёт заправлялся горючим, произведённым из ишимбайской нефти.
В годы Великой Отечественной войны в Ишимбае успешно действовали строительные и промышленные предприятия:
трест «Уралнефтезаводстрой», трест «Башнефтезаводстрой», трест «Ишимбайгазстрой», Строительный батальон № 757,
11-я контора Уфимского строительного треста № 3, Каротажная контора, Байгузинский карьер формовочных песков, кирпичный завод и кирпичный завод № 2, алебастровый завод, Ишимбайская сплавная контора треста «Башлесосплав», трест «Ишимбайгаз», Ишимбайская центральная электрическая станция, Контора Министерства связи. Неоценим вклад ишимбайских железнодорожников в перевозке нефти и других грузов по стране и для фронта.
С 1941 по 1945 годы в городе было зарегистрировано более 13 промышленных артелей: «Башкурдистан», «Тайрук»,
«Кусяпкулово», «Усь-Каин», «Искра», «Ишимбайсоль», «Красный грабарь», «19 лет Октября», швейная мастерская индпошива,
«Алга», «Ишимбайтрикотаж», «Кожевник», «Термень-Елга», «Кузьминовка» и другие. В них выпускали кирпич, алебастр, известь, телеги, конскую упряжь, гончарную и другую посуду, производили пошив пальто, фуфаек ватных, курток,
гимнастерок, сорочек, постельных принадлежностей, изготовляли и ремонтировали сапоги и валенки, шапки-ушанки,
ремонтировали машины, обрабатывали овчину для полушубков, варили соль, мыло.

## Эвакогоспиталь
2606 г. Ишимбай, ул. Геологическая, 10/3 00.12.1941-00.09.1943 гг.
5920 г. Ишимбай, ул. Геологическая, 10/3 00.09.1943-00.09.1946 гг.

## В искусстве
Погибший на фронте молодой летчик Борис Резганов в своем стихотворении «Ишимбаю» писал:
На твоем бензине я летаю,

Значит, вместе мы громим врага.

## Награды
На 1 октября 1948 г. награждены медалью «За доблестный труд в Великой Отечественной войне 1941—1945 гг.» в г. Ишимбае 5271 человек, в Макаровском районе 3424 человек.
Предприятия, получившие во Всесоюзном социалистическом соревновании переходящие Красные знамёна ВЦСПС и наркоматов:
- Транспортная контора треста «Башнефтеразведка» — в октябре и ноябре 1943 г. , в декабре 1944 г., январе, феврале и марте 1945
- Ишимбайский машиностроительный завод им. Сталина — в декабре 1943 г. и январе 1944 г.
- Товарнонефтепроводная контора треста «Ишимбайнефть» — в июне и июле 1944 г., в апреле 1945 г.

## Средства массовой информации
«Боевой листок» — основана в 1942 году, выездная редакция газеты «Башкирская вышка» на нефтепромысле № 3 НПУ «Ишимбайнефть».
«Больше нефти фронту!» — основана в 1942 году, издание газеты «Башкирская вышка».
«Лес фронту» — основана в 1943 году. Учредитель — орган Башобкома профсоюза рабочих леса и сплава и сплавочного треста «Башлесосплав».
- 20 октября 1937 — 28 декабря 1942 — Половинкина, М. (редактор газеты «Башкирская вышка»).
- 1 января 1943 — 13 августа 1944 — Лимарк, Д. (редактор газеты «Башкирская вышка»).
- 3 июля 1944 — 1 января 1951 — Рузанкина, В. А. (редактор газет «Башкирская вышка» и «Ишимбайский нефтяник»)

## Память

Памятник Ишимбайским нефтяникам, павшим в боях за Родину

Памятник погибшим нефтяникам.